# Melchor Ocampo (Politiker)

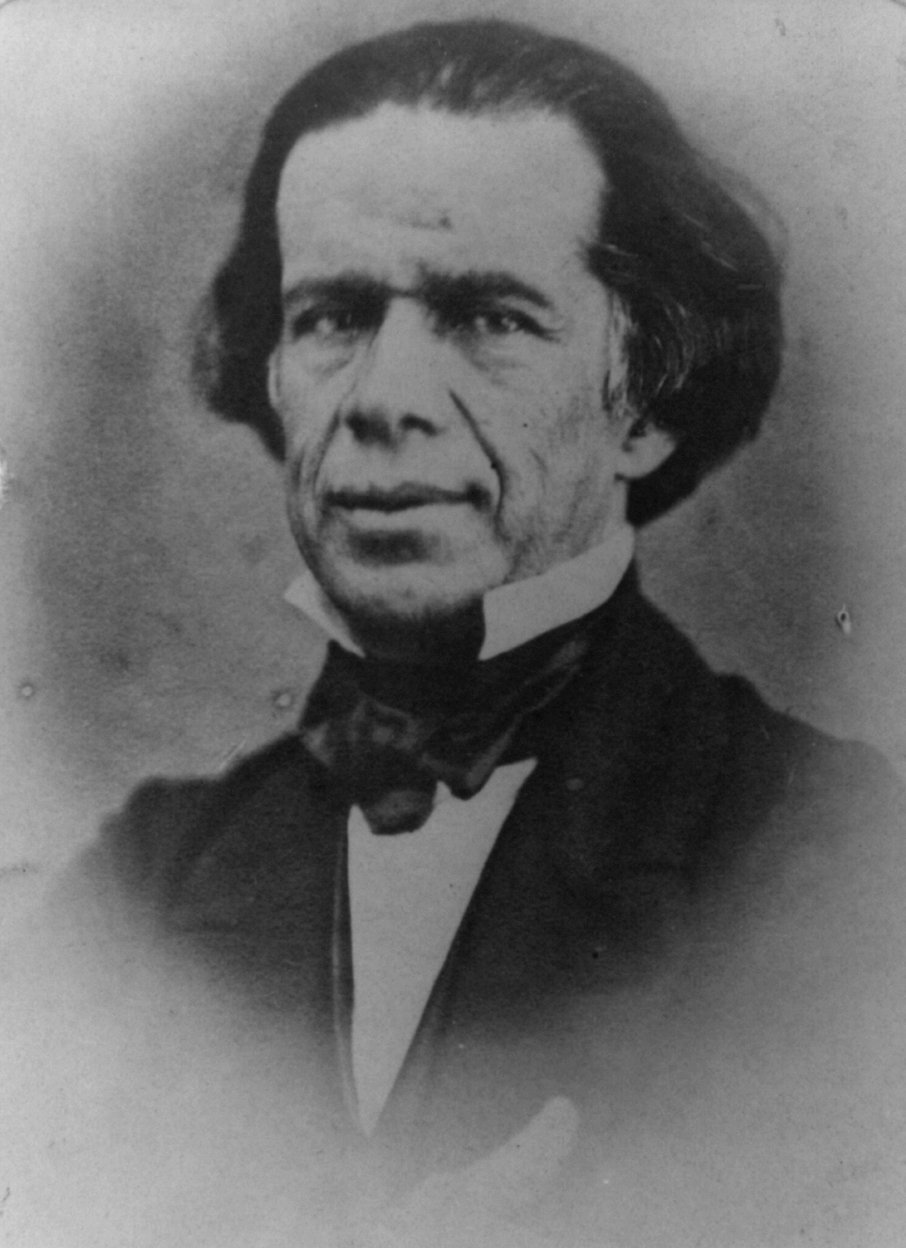
Melchor Ocampo

Melchor Ocampo (voller Name José Telésforo Juan Nepomuceno Melchor de la Santísima Trinidad Ocampo Tapia; * 5. Januar 1814 in Maravatío, Michoacán; † 3. Juni 1861 in Tepeji del Río, Hidalgo) war ein mexikanischer Anwalt, Naturforscher und Politiker in der Mitte des 19. Jahrhunderts.

## Leben
Melchor Ocampo war Mestize von Geburt; er wurde am Tor der Hazienda der Witwe Tapia ausgesetzt, die ihn wie einen eigenen Sohn aufzog und als ihren Erben einsetzte. Er studierte am katholischen Seminar in Morelia, Michoacán, später in Mexiko-Stadt. Seit dem Jahr 1833 arbeitete er in einer Anwaltskanzlei, widmete sich jedoch bald darauf seinen Besitztümern. In den Jahren 1840/41 unternahm er eine Reise nach Frankreich, wo er sich intensiv mit den Idealen der Aufklärung und der Französischen Revolution auseinandersetzte. Nach seiner Rückkehr betrieb er botanische und zoologische Studien und beschäftigte sich mit der Kultur der Indianer. In dieser Zeit begann auch seine Auseinandersetzung mit der Politik.
Im Jahr 1842 wurde er in das Abgeordnetenhaus gewählt und kurz darauf zum Gouverneur von Michoacán ernannt. Während des Mexikanisch-Amerikanischer Krieges (1846–1848) hob er Truppen aus und wandte sich heftig gegen den für die Amerikaner vorteilhaften Vertrag von Guadalupe Hidalgo. Er nahm in zunehmendem Maße antiklerikale Positionen ein, betrachtete die Römisch-Katholische Kirche als eine ausbeuterische Institution und befürwortete eine freie staatlich finanzierte Ausbildung. Liberalismus, Demokratie und Toleranz gehörten zu seinen Grundwerten; er forderte die Gleichheit vor dem Gesetz und die Abschaffung jeglicher Privilegien.
Im Jahr 1853 floh Melchor Ocampo vor dem diktatorischen Regime von Präsident Antonio López de Santa Anna nach Kuba und in die USA, wo er Benito Juárez kennenlernte; im Jahr 1855 kehrte er nach der Absetzung Santa Annas nach Mexiko zurück. Während der nur gut 2 Monate dauernden Präsidentschaft von Juan Álvarez Benítez war er Außenminister, doch unter Ignacio Comonfort ging er nach Michoacán zurück, um unter Präsident Juárez erneut mehrere Ministerämter zu bekleiden. Während des Reformkrieges (1857–1861) zwischen konservativen und liberalen Kräften stellte sich Ocampo eindeutig auf die Seite der Reformkräfte. Im Jahr 1859 verhandelte er den McLane-Ocampo-Vertrag, der dringend benötigte Dollars in die leere Staatskasse Mexikos bringen sollte, gleichzeitig aber den Amerikanern drei freie Durchgangskorridore eröffnete. Nach einem längeren Streit mit Benito Juárez zog sich Ocampo im Januar 1860 aus dessen Kabinett zurück; im November 1860 erklärte dieser den gesamten ausgehandelten Vertrag für nichtig.

## Tod

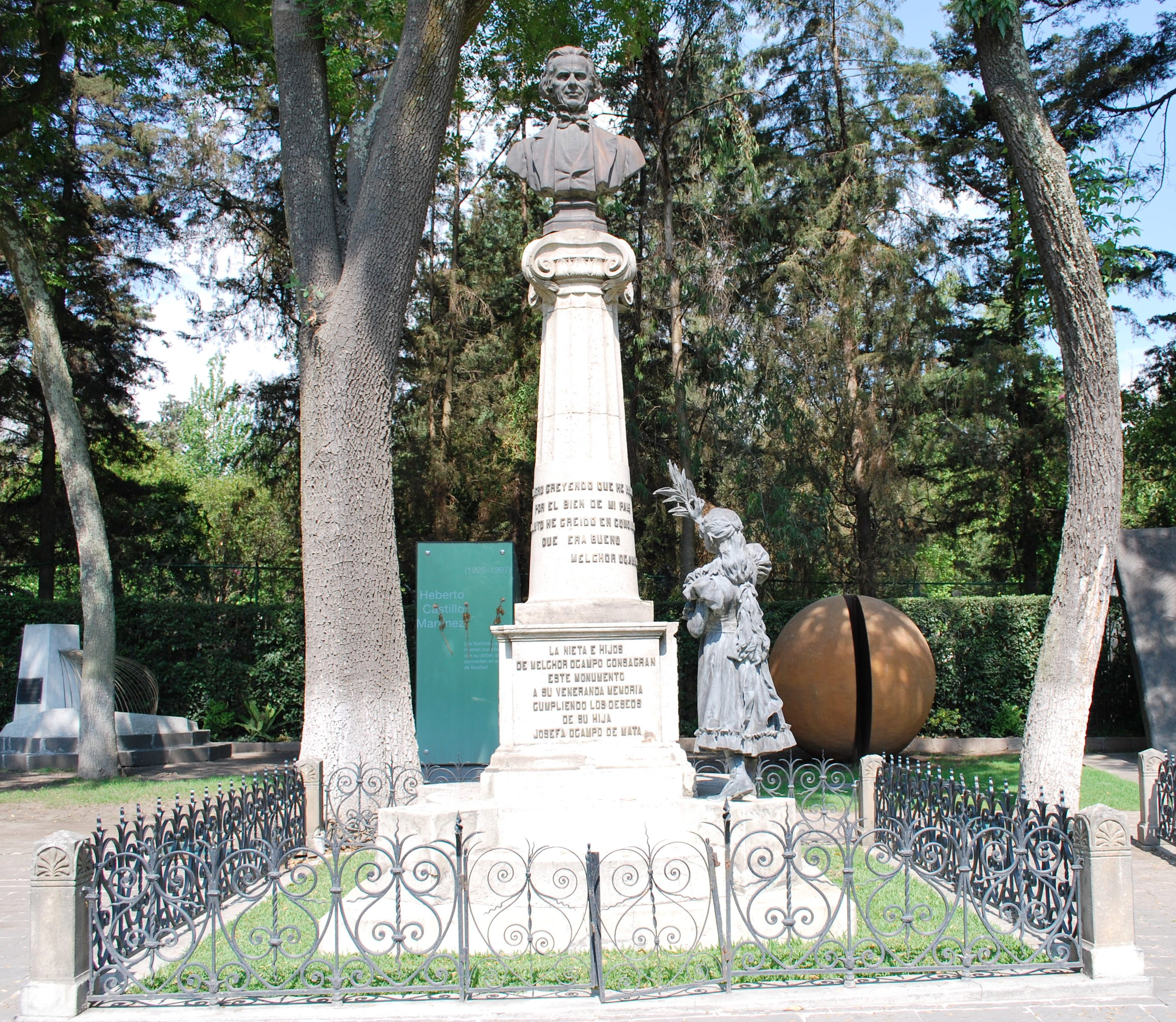
Grabmonument Ocampos

Einige Monate nach seinem Rückzug von allen öffentlichen Ämtern wurde Melchor Ocampo von konservativen Guerillas von seiner Hazienda entführt und ins ca. 140 km östlich gelegenen Tepeji del Río verbracht. Angeblich gestatteten ihm die Entführer, seine letzten Angelegenheiten zu ordnen, doch am 3. Juni 1861 wurde er von einem Hinrichtungskommando erschossen und sein Leichnam an einem Baum aufgehängt. Seine sterblichen Überreste ruhen heute in der Rotonda de las Personas Ilustres auf dem Friedhof Panteón Civil de Dolores beim Chapultepec-Park in Mexiko-Stadt.

## Ehrungen
Ca. 15 Orte, mehrere Gemeinden (municipios) und zahlreiche Straßen etc. verteilt über ganz Mexiko tragen heute seinen Namen.